# Naturschutzgebiet Blaues Wasser
Koordinaten: 53° 13′ 53,9″ N, 11° 26′ 39,8″ O

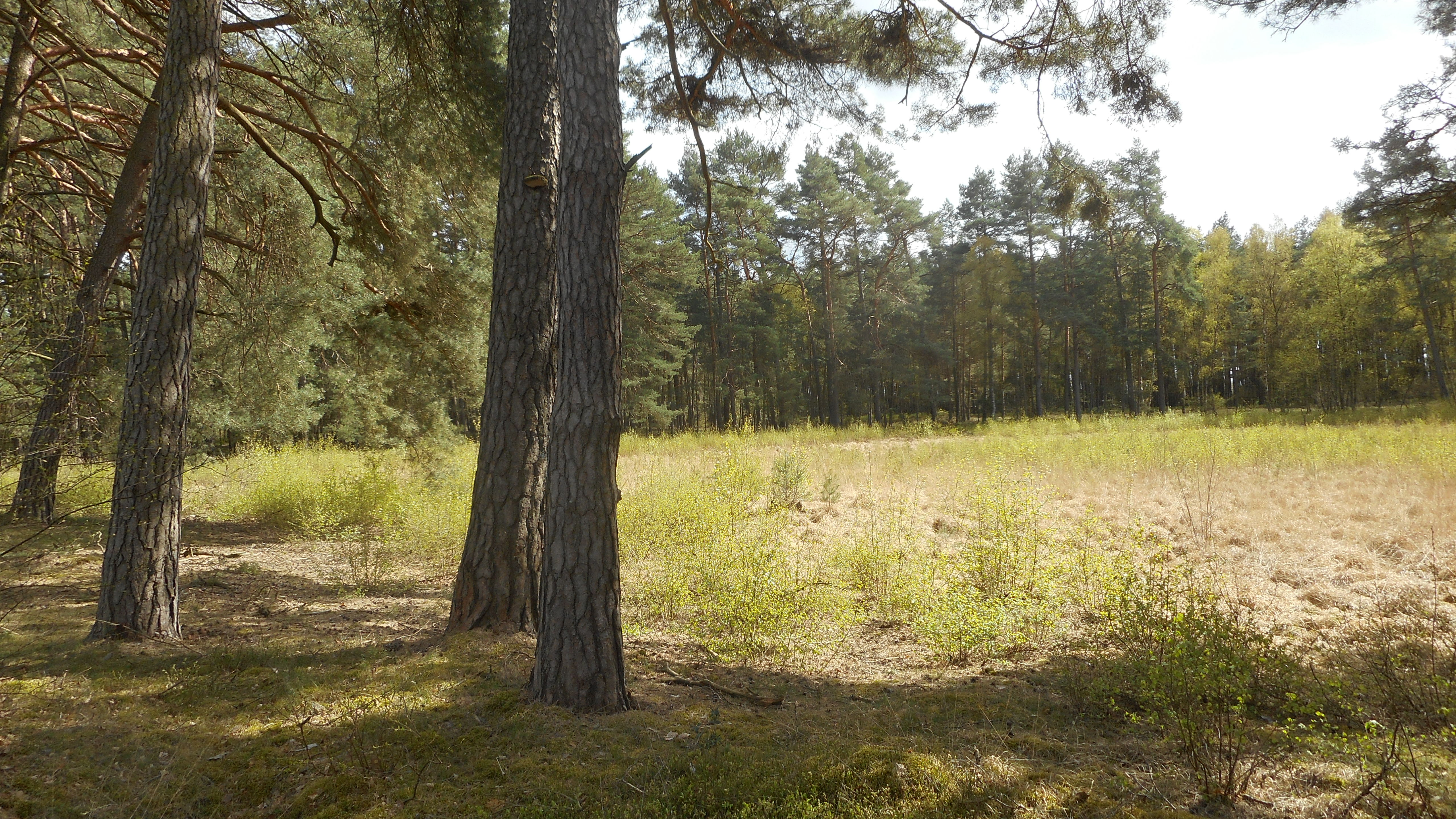
NSG Blaues Wasser (2016)

Das Naturschutzgebiet Blaues Wasser ist ein 10 Hektar umfassendes Naturschutzgebiet in Mecklenburg-Vorpommern einen Kilometer östlich von Eldena. Namensgebend ist ein kleines Moorgewässer im Nordteil des Schutzgebiets. Die Unterschutzstellung erfolgte am 23. Februar 1966 mit dem Zweck, eine Binnendüne mit einem Moor zu schützen und zu entwickeln.
Der aktuelle Gebietszustand wird als unbefriedigend eingeschätzt. Das ursprünglich offene Gebiet bewaldete in den vergangenen Jahren. Das Moorgewässer ist häufig ausgetrocknet.
Ein Forstweg ermöglichen ein Begehen im Nordteil des Gebiets. Am Rande des Moores existiert ein Wanderrastplatz, an dem Informationstafeln über das Gebiet informieren.

## Geschichte
Das Naturschutzgebiet gehört zu einem umfangreicheren Dünenkomplex am Ostufer der Elde von Neustadt-Glewe bis Dömitz. In einer ausgeblasenen Mulde dieser Düne entwickelte sich ein Versumpfungsmoor mit einer Torfmächtigkeit von 1,3 Metern. Bereits zum Ende des 18. Jahrhunderts wurden kleine Torfstiche im Gebiet angelegt. Angrenzende Kiefernbestände wurden genutzt. In den 1970er Jahren wurde südlich des Moores eine Schneise für eine Hochspannungsleitung geschlagen.

## Pflanzen- und Tierwelt
Typische Arten im Gebiet sind Schmalblättriges Wollgras, Moosbeere, Pfeifengras, Moorbirke, Kiefer und Heidekraut. Vereinzelt kommt Rundblättriger Sonnentau vor. Eingestreut finden sich seltene Borstgrasrasen mit Sparriger Binse und Grannen-Ruchgras. Brutvögel im Gebiet sind Haubenmeise, Baumpieper, Fitis und Grauschnäpper.